# Alcea vameghii
Alcea vameghii là một loài thực vật có hoa trong họ Cẩm quỳ. Loài này được Parsa mô tả khoa học đầu tiên năm 1966.